# 沈彬 (明朝)
沈彬（1411年—1469年），字原質，浙江湖州府武康縣人，民籍。明朝政治人物。進士出身。

## 生平
正統三年（1438年）戊午科浙江鄉試第八名。正統七年（1442年）壬戌科會試第三十四名，殿試登進士第二甲第二十三名。官至刑部郎中。天順五年因病歸鄉，成化五年去世。

## 家族
曾祖父沈政貳。祖父沈士昇。父亲沈思義，曾任南海縣都寧巡檢司巡檢。